# Теорије киселина и база
Теорије киселина и база представљају скуп научних теорија које описују особине и помажу у класификовању две важне класе једињења: киселина и база.

## Лавоазјеова дефиниција
Прву научну дефиницију киселине дао је француски хемичар Антоан Лавоазје у XVIII веку.
Лавоазјеов пионирски рад на систематизацији дотадашњих хемијских сазнања обухватио је и рад на класификацији једињења и успостављању хемијских законитости. Међутим, његова знања о киселинама била су ограничена на до тада познате киселине, претежно јаке киселине са оксидационим својствима, док структура халогеноводоничних киселина у то време није била позната. У том смислу, Лавоазје је дао дефиницију киселина уско повезану са њиховим садржањем кисеоника о себи. Шта више, назив који је он дао кисеонику потиче од грчке речи „онај који гради киселине“.
Открићем халогених елемената у XVIII и XIX веку, као и доказ сер Хамфрија Дејвија о одсуству кисеоника у халогеноводоничним киселинама, значило је уједно и крај Лавоазјеове дефиниције киселина.

## Аренијусова теорија
Прву праву теорију киселина и база, чија је релевантност и данас веома велика, дао је шведски хемичар Сванте Аренијус 1884. године. По њој је:
- Аренијусова киселина је свако неутрално једињење које дисоцијацијом у воденом раствору даје позитивне јоне водоника и друге негативне јоне (негативне јоне киселинског остатка).
- Аренијусова база је свако неутрално једињење које дисоцијацијом у воденом раствору даје негативне хидроксидне јоне и друге позитивне јоне (позитивне јоне метала, условно).

Другачије речено, по њему, киселина је свака супстанца која повећава концентрацију  јона у раствору, док је база супстанца која повећава концентрацију  јона у раствору.
Аренијус је такође и дао да се реакцијом киселине и базе у воденом раствору губе киселе/базне карактеристике истог. На овоме се заснива реакција неутрализације.
Главни недостатак теорије је био што она искључује могућност постојања позитивно или негативно наелектрисаних једињења као киселина/база. Такође, иако валидна у већини случајева, постоје супстанце које испољавају било базни, било кисели карактер иако не садрже ниједну од функционалних група које је Аренијус означио као носиоцима киселости одн. базности. Пример за то је амонијак, који се понаша базно:
NH3 + HCl → NH4Cl
Такође, Аренијус је говорио о постојању хидроген јона у раствору да би каснија проучавања показала да се јон водоника у њему везује са неутралан молекул воде градећи хидронијум јон који је једино присутан у раствору.
2H2O ⇌ H3O+ + OH-

## Протолитичка теорија (Бренштад-Лоријева теорија)
Ову теорију дали су независно 1923. године два научника: Јохан Бренштад и Мартин Лори, обојица полазећи од главних мана Аренијусове теорије и њене релативне неприменљивости ван водених раствора. Теорија се заснива на способности киселина да дају протоне и база, да исте примају.
По овој теорији дакле, киселине су донори протона а базе акцептори протона.
Бранштад-Лоријева теорија отворила је могућност постојања једињења која могу да реагују и као киселине и као базе, иако би по Аренијусовој теорији биле класификоване или као једне или као друге. Међу ова једињења, позната као амфотерна једињења, спада и вода, која аутопротолизом даје и протонима богат  јон, као и , која прима протоне. Такође, протолитичка теорија дала је и објашњење за базну реакцију амонијака и других сличних једињења. Наиме амонијак на азоту има један слободан електронски пар, молекул је поларан са парцијално негативним наелектрисањем на азоту, што све заједно чини амонијак нуклеофилном супстанцом која спремно прима протоне градећи амонијум јон.
Киселине и базе се, по Бранштад-Лоријевој теорији јављају у виду конјугованих парова. По правилу, слаба киселина даје јаку конјуговану базу, и аналогно, јака база даје слабу конјуговану киселину. Ово је посебно интересантно код полипротичних киселина приликом њихове поступне дисоцијације:
H2SO4 + H2O ⇌ HSO4- + H3O+
(Напомена: по протолитичкој теорији, све дисоцијације, па и оне јаких киселина, су реверзибилни процеси) Конјуговани парови су дакле:
- H2SO4 (јака киселина) и HSO4- (њена слаба конјугована база)
- H2O (у овом случају, слаба база) и H3O+ (њена јака конјугована киселина)

H2PHO3 + H2O ⇌ HPHO3- + H3O+
HPHO3- + H2O ⇌ PHO32- + H3O+
Понашање H2PHO3 и PHO32- биће дакле, слабо кисело, док се HPHO3- понаша као јака база

## Луисова теорија
Исте године када и Бренштад и Лори, Луис је 1923. дао практично најширу дефиницију киселине по њеној способности да прими електронски пар, и базе која као електрон богата, донира исти.
По Луису, киселине су дакле акцептори, а базе донори електронског пара.
Наиме, Луис објашњава ово тиме да киселина реагује са базом преко једне празне орбитале при чему се формира координационо ковалентна веза, где координирани комплекс има стабилну молекулску орбиталу са електронима базе и орбиталом киселине. Ова најшира дефиниција је у свакодневној примени у неорганској хемији непрактична, јер Бранштад-Лоријева теорија даје далеко практичније а опет довољно прецизно објашњење. Ипак, Луисова теорија има посебан значај у комплекснијим реакцијама где се механизми многих органских реакција објашњавају управо преко Луисових киселина и база као катализатора реакције.